# Sankt Stefan ob Leoben
Sankt Stefan ob Leoben è un comune austriaco di 1 917 abitanti nel distretto di Leoben, in Stiria.